# Fotostroj času
Fotostroj času (v anglickém originále Timeslides) je pátá epizoda třetí série (a celkově sedmnáctá v rámci seriálu) britského sci-fi sitcomu Červený trpaslík. Poprvé byla odvysílána 12. prosince 1989 na kanálu BBC2.
Do role moderátora pořadu Životní styl nechutně bohatých a slavných obsadil režisér Ed Bye svou ženu Ruby Waxovou náhradou za Grahama Chapmana, jenž původně dostal tuto roli, ale bohužel se nedožil natáčení.

## Námět
Při vyvolávání starých fotek Kryton zjistí, že vývojka, kterou používá, je zmutovaná. Fotky tak ožívají a fungují jako stroj času, čehož se Lister a poté i Rimmer pokusí využít k tomu, aby se nikdy nedostali na Červeného trpaslíka a zároveň se stali nechutně bohatými a slavnými.

## Děj epizody
Lister a Kocour spolu hrají stolní golf, ale posledního žijícího člověka hra vůbec nebaví, protože je otrávený životem na vesmírně lodi tři miliony let ve vesmíru. Jak sám prohlásí: "Já chci žít! Tohle je horší než vězení. Když seš v base, tak se aspoň těšíš, že tě jednou pustěj. Já chci žít, já chci pracovat, bejt mezi lidma. Chci chodit na rande, chci se milovat!". A protože mu tyto tužby Kocour není schopen splnit, Lister odejde. Později ho v této špatné náladě najde Rimmer, jak si hraje s relaxační fólií. Arnoldovy pokusy povzbudit ho nevyjdou a tak mu alespoň prozradí, že znal vynálezce fólie, kterým byl jeho spolužák z internátu Fred Holden přezdívaný "pašík". Mezitím Kryton v temné komoře vyvolává fotky, když v tom se z jedné z nich ozve zvuk motorky. Fotka není statická, ale hýbe se, což Krytonovi potvrdí i další snímek, na kterém je on sám jak slaví své narozeniny. Android sezve celou posádku Trpaslíka do temné komory, kde jim ukáže fotky. Podle Holly za neobvyklý stav fotek může vývojka, která je zmutovaná. Kryton vytvoří také několik diapozitivů a Lister do nich vstoupí. Postupně tak navštíví svatbu Rimmerova bratra Franka, dvojici lyžařů a dokonce Adolfa Hitlera při projevu v Norimberku. A při té příležitosti ukradne vůdci Třetí říše aktovku. Lister si prohlíží její obsah, když si Rimmer naštěstí vzpomene, že v aktovce byla bomba. Lister na poslední chvíli kopne tašku zpátky do diapozitivu a skrčí se, takže výbuch a plameny jdou nad ním.
Zpátky na ubikacích Lister zjistí, že je na fotkách z roku 1942 a že tedy mají stroj času. Rimmer a Kryton se začnou bavit o tom, co všechno by mohli s tímto objevem podniknout, ale Lister už má jiný plán. Vezme relaxační fólii a vydá se do doby, kdy byl mladý a hrál se svou kapelou Degen a spol. Fólii předá svému mladšímu já, mladý Lister ji ovšem označí za "kryptofašistickej buržoazní škvár" a chce se místo toho věnovat hudbě. Starší Lister mu řekne, že pokud to udělá, skončí s Rimmerem, Kocourem a Krytonem tři miliony let ve vesmíru na celý zbytek věčnosti. A odejde na Trpaslíka. Po chvíli se časová linie vytřídí a Lister zmizí, ale s ním také i Kocour a Kryton. Podle Holly Lister pozměnil linii času a žil úplně jiný život. Nikdy neodletěl s Červeným trpaslíkem, nedošlo ke zrození Kocoura a nikdy nezachránili Krytona. Rimmer je tak s Holly sám, ovšem nehodlá to tak nechat.
Rimmer požádá Holly o nějakou fotku a další údaje o Listerovi. Holly mu potvrdí, že se Lister opravdu stal vynálezcem relaxační fólie, stal se nechutně bohatým a slavným a zahynul v osmadevadesáti při letecké nehodě. Rimmer vstoupí do fotky a zjeví se v jídelně na Listerově zámku. Pokusí se ho přesvědčit, aby se vrátil na Červeného trpaslíka, ale uvede mizerné argumenty a Lister ho označí za blázna a vyhodí ho. Zpátky ve vesmíru ovšem Rimmer dostane geniální plán: vezme relaxační fólii a dá ji sám sobě, a to ještě dřív než Lister. Tím pádem se on stane nechutně bohatým a slavným. Rimmer použije jednu z fotek z internátu a dostane se ke svému mladšímu já ve věku sedmi let. Předá mu fólii a vysvětlí mu svůj plán, jenže ho při tom otravnými otázkami ruší další chlapec, na vedlejší posteli ležící Fred „Pašík“ Holden. Rimmer dokončí svůj plán a spokojeně se vrátí na Trpaslíka. Lister, Kryton a Kocour se opět objeví, ale Rimmer nezmizí. Zeptá se tedy Holly, v čem je problém a ta mu vysvětlí, že vynálezcem fólie se nestal on, ale jistý „Pašík“ Holden. Povedlo se mu tedy vrátit všechno do původního stavu. Rimmer je zdeptaný, jenže jen do chvíle, kdy mu Holly prozradí, že z nějaké neznámého důvodu už není hologram.
Lister, Kryton a Kocour odcházejí a Rimmer za nimi radostně poskakuje a při tom huláká: "Jsem živý! Můžu se dotýkat, cítím, můžu hladit - jsem živý! Není to fantastické?" Větu se rozhodne zakončit ranou pěstí do krabice s nápisem Výbušniny a ta pochopitelně exploduje. Z Rimmera se opět stává hologram.

## Zajímavosti
- Z konečného střihu byly vypuštěny dvě scény. Kocourův úder ve stolním golfu měl být původně o něco složitější, nikoli onen pouhý přímočarý finální "doťuk", jenž se nakonec objevil na obrazovce. Zapojily se magnety, provázky, ale záběr se pořád nedařil. A když se konečně povedl, Danny John-Jules byl tak překvapený, že zapomněl text. A za druhé měl být Rimmer spatřen, jak operuje s holografickou skříňkou, skleněnou bedničkou s rukavicemi po stranách, do nichž mohl vložit své holografické ruce a dotýkat se jich prostřednictvím předmětů. Nevypadalo to však příliš přesvědčivě a tak byla scéna vyškrtnuta.[3]
- Posádka vstoupí do fotografie lyžařského páru na dovolené a Lister vysvětluje, že když rozesílal fotky z oslavy narozenin, tahle se mu místo jedné vrátila. Novomanželé měli původně odvětit, že oni zase obdrželi fotku nějakého zvracejícího chlápka. Ale během natáčení poukázal Craig Charles na to, že snímek musel být logicky pořízen před tím, než jim místo něho tato fotografie mohla dojít. A tak byla scéna přepsána a Mark Steel a Louisa Ruthvenová nakonec, ač v titulcích uvedeni, neřekli jediné slovo.[3]
- Ačkoli se jako skladatel v titulcích neobjevil, napsal a nahrál Craig Charles pro tuto epizodu tři písně. Instrumentální skladbu "Bad News", již poslouchá Kryton při vyvolávání fotek, taktéž instrumentální "Money" a proslulou píseň skupiny Degen a spol. "Ohmmmmm".[3]
- "Natáčení trikových záběrů z Fotostroje času bylo velmi náročné," prohlásil režisér Ed Bye. Mluví o scéně, kdy kamera sleduje několik obživlých fotografií sušících se na šňůře. "Technicky to byla velmi složitá věc. Když se na to díváte, říkáte si, že to nevypadá nijak úžasně. Ale fakt, že to tak nevypadá, znamená, že se nám to povedlo." Stejně obtížné bylo také natočit osoby vstupující a zase vystupující z živých diapozitivů. "Byly to jedny z nejsložitějších triků, jaké jsme kdy dělali. Potíž byla v tom, že záběr z fotografie se musel točit na jiném místě. Aby Lister mohl vyskočit z diapozitivu Frankovy svatby zpátky do temné komory, musel absolvovat dva skoky, jež jsme pak skloubili v jeden."[3]

## Kulturní reference
V epizodě zazní jména osob:
- Adolf Hitler, Claus Schenk von Stauffenberg